# Пустје Поље
Пустје Поље (слч. Pusté Pole) насељено је мјесто са административним статусом сеоске општине (слч. obec) у округу Стара Љубовња, у Прешовском крају, Словачка Република.

## Становништво
| Година:    | 1994. | 2004.   | 2014.   | 2024.   |
| ---------- | ----- | ------- | ------- | ------- |
| Број људи: | 209   | 226     | 224     | 223     |
| Разлика:   |       | +8,13 % | -0,88 % | -0,44 % |

| Година:    | 2023. | 2024.   |
| ---------- | ----- | ------- |
| Број људи: | 217   | 223     |
| Разлика:   |       | +2,76 % |

Према подацима о броју становника из 2024. године насеље је имало 223 становника.